# Бем-Фитензе, Эрика
Эрика Хельга Рут Бем-Фитензе (англ. и нем. Erika Helga Ruth Böhm-Vitense, 3 июня 1923, Германия — 21 января 2017, Сиэтл, США) — американская астроном немецкого происхождения, известная своими исследованиями цефеид и звёздных атмосфер.
В 1951 году получила степень доктора в Кильском университете и является почётным профессором Вашингтонского университета. В 1965 году была удостоена премии Энни Дж. Кэннон в области астрономии Американского астрономического общества.
Она является автором 3-томного пособия «Введение в звёздную астрофизику», впервые опубликованного в 1989 году.